# Bas van Erp
Bas van Erp (* 2. Juli 1979 in Boxtel; † 3. April 2016 in Liempde, Boxtel) war ein niederländischer Rollstuhltennisspieler.

## Karriere
Bas van Erp begann im Alter von 12 Jahren mit dem Rollstuhltennis und startete in der Klasse der Quadriplegiker.
Er nahm an zwei Paralympischen Spielen teil. 2004 in Athen erreichte er sowohl in der Einzel- als auch in der Doppelkonkurrenz das Halbfinale. In den darauffolgenden Partien um Bronze gewann er gegen Nick Taylor im Einzel sowie im Doppel mit Monique de Beer gegen Sarah Hunter und Brian McPhate. 2008 in Peking schied er im Einzel im Viertelfinale aus. Im Doppel scheiterte er abermals im Halbfinale und blieb im Spiel um Bronze an der Seite von Dorrie Timmermans-van Hall gegen Peter Norfolk und Jamie Burdekin sieglos.
Beim Wheelchair Tennis Masters erreichte Bas van Erp in der ersten Auflage für Quadriplegiker im Jahr 2004 das einzige Mal das Finale im Einzel, das er gegen David Wagner in zwei Sätzen verlor. Im Doppel erreichte er ebenfalls einmal das Finale, im Jahr 2008 mit Johan Andersson. Dieses gewannen sie gegen David Wagner und Nick Taylor in drei Sätzen.
In der Weltrangliste erreichte er seine besten Platzierungen im Einzel mit Rang drei am 25. Mai 1999 und im Doppel mit Rang vier am 7. Juli 2003. Seine letzte Saison absolvierte er 2011.